# Delias subapicalis
Delias subapicalis är en fjärilsart som beskrevs av Orr och Atuhiro Sibatani 1985. Delias subapicalis ingår i släktet Delias och familjen vitfjärilar. Inga underarter finns listade i Catalogue of Life.